# Déborah Heissler
Deborah Heissler (5 de maio de 1976, Mulhouse) é uma poetisa e ensaísta de língua francesa  que vive em Mulhouse (França).

## Obra literária
- Les Nuits et les Jours [com Joanna Kaiser (Polônia)] , Éditions Æncrages, França, 2020
- Collisions douces [livro de artista com Philippe Agostini, Armand Dupuy y Roland Chopard], França, 2017
- Tristesse et beauté. Hommage à Yasunari Kawabata [livro de artista com Philippe Agostini], França, 2017
- Morte Saison. Hommage à Nicolas Bouvier [livro de artista com Philippe Agostini], França, 2017
- Sorrowful Songs [com Peter Maslow (USA)] , Éditions Æncrages, França, 2015
- Kanten [livro de artista com Michel Remaud], França, 2015
- A la lisière des champs [livro de artista com Michel Remaud], França, 2015
- Le monde d'Eros, Little big book Artist [livro de artista com André Jolivet], Éditions Voltije, França, 2015
- Chiaroscuro, [com André Jolivet] Éditions  Æncrages & Co, França, 2013
- Viennent / en silence [livro de artista com André Jolivet], Éditions Voltije, França, 2012
- Comme un morceau de nuit, découpé dans son étoffe, Éditions Cheyne, França, 2010
- Près d'eux, la nuit sous la neige, Éditions Cheyne, França, 2005

### Revistas literárias

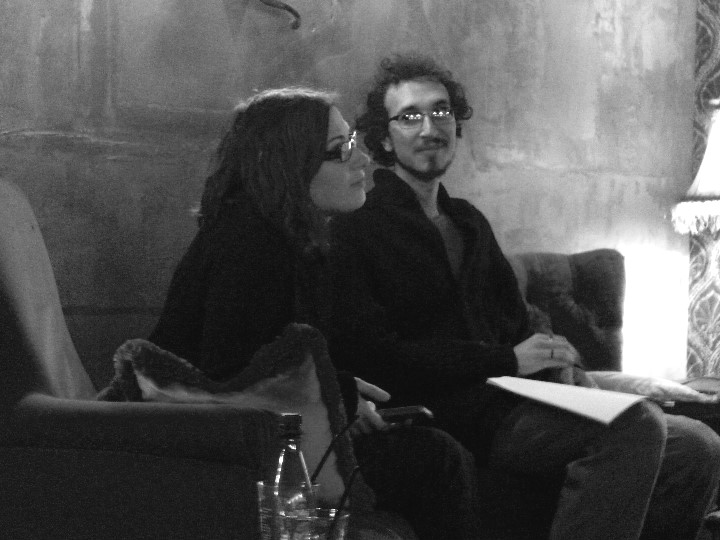
Déborah Heissler e Jacob Bromberg (Ivy Writers reading series, Paris, França, 2013).

Poemas de Deborah Heissler em Nunc (França), Bacchanales (França), Dyptique (França), CCP (Cahier Critique de Poésie) (França), Arpa (França), Raise (França), Paris lit up Magazine (Estados Unidos da América), SET (Estados Unidos da América), Buenos Aires Poetry (Argentina).

### Prémios literários
- Prémio de poesia Louis Guillaume, 2012, (França)
- Prémio de poesia Yvan Goll, 2011, (França)
- Prix de la Vocation (Prémio pela Vocação poética), 2005, (França)

### Festivais internacionais de poesia
- Festival Internacional de Literatura de Toluca (México), 2017